# Partizanski poslijeratni zločini u Gospiću
Partizanski poslijeratni zločini u Gospiću označavaju pokolj kojeg su počinili Titovi partizani nakon završetka Drugog svjetskog rata u Gospiću. Gospićane su smaknjivali i na stratištima po okolnim šumama i poljima. Bez suđenja su partizani ubijali brojne Hrvatske vojnike i civile. Procjenjuje se da je ubijeno nekoliko desetaka ili stotina zarobljenika.
Gospiću je bilo otegotno što je bio na piku velikosrpskim hegemonistima i Orjuni zbog Velebitskog ustanka 1932. i jake predratne ustaške organizacije, pa je dobio naziv "ustaško sveučilište". Poslije su se u taj klub mrzitelja ovog grada pridružili i antihrvatski ideolozi iz redova partizanskog pokreta. Posljedica je bila da čim su partizani ušli u Gospić, odmah su počeli trijebiti sve one koje su unaprijed popisali za odstrijel.  No, popis žrtava nije samo stao na tome. Neki tobožnji "antifašisti" su dobili dopuštenje da smiju smaknuti sve druge, iz bilo kojih razloga. Sve su to bila smaknuća bez suda. Kad su proradili "narodni sudovi", nije se mnogo promijenilo. Njihov rad je bio "izraz pomahnitala razuma", a glavna im je zadaća bila pobiti što veći broj Hrvata. Strahotno je što je u toj bratoubilačkoj raboti veliku ulogu imalo partizansko vodstvo koje je velikim dijelom bilo sastavljeno od Hrvata. Zabilježeno je to vodstvo (među njima i Jakov Blažević) uoči ulaska u Gospić, u pravoslavnom selu istočno od Gospića diskutiralo što činiti sa stanovnicima koje će zateći sutradan; jedan od monstruoznih prijedloga je bio da se ubije "svakoga tko je navršio 16 godina života, bez obzira na spol i na možebitnu njegovu političku i vojničku angažiranost." Vrijedi navesti da se tom prijedlogu suprotstavio vojni zapovjednik koji je bio lički Srbin, inače učenik gospićke gimnazije, rekavši da "ne može prihvatiti da se sutradan u Gospiću ubija po krsnom listu". Posljedica je bila da se ovaj prijedlog odbacilo. O tom je događaju svjedočio hrvatski publicist Šime Balen, sudionik Velebitskog ustanka. Sumrak 4. travnja 1945. donio je prve pokolje. Među ubijenima je i č.s. Žarka Ivasić, mučenica, za koju je zbog ove žrtve Hrvatska biskupska konferencija travnja 2010. godine poduprijela pokrenuti biskupijski postupak za proglašenje blaženom.

Do danas od strane hrvatskog pravosuđa nisu pokrenute istrage, optužnice ili sudski postupci protiv odgovornih osoba i zločinaca koji žive u Republici Hrvatskoj.

## Stratišta i masovne grobnice
Tijela pobijenih Hrvata se nalaze po neobilježenim i neistraženim stratištima i skupnim grobištima koja su danas zarasla pod šumom i šikarom, a nalaze se u obližnjim mjestima i predjelima zvanim Divoselo, Imovina, Jasikovac, Korenica, Ljubovo, Smiljan, Široka Kula, pa čak i u Karlobagu. Na prostor gdje se nalazi masovna grobnica u Gospiću kod groblja sv. Marije Magdalene, 2003. je godine nanovo asfaltirana debelim slojem asfalta.! Osim tog, postoje stratišta preko rijeke Like kod Šikića, Rosića ogradi, Djedovici, u Mušaluku u Razvalama, jamu u selu Serdarima (prema Ljubovu). Polumrtvi zatočenici su na ta stratišta kamionima odvođeni i u godinama nakon drugog svjetskog rata, najčešće u predvečerje.
Danas se 4. travnja obilježava kao Dan gospićkih žrtava.

## Vanjske poveznice
- Opširne informacije u Glasu Koncila
- Indeks brojeva časopisa Političkog zatvorenika br. 187, br. 188, br. 189, br. 190, br. 191, br. 193
- Politički zatvorenik br.191 mr Nikola Bićanić: Ispravci uz članak o Gospiću 1945.

Neaktivne poveznice:
- Politički zatvorenik br.184 Moje uspomene na popa Nikolu Mašića i njegovu "bandu", zatvorenu u Gospiću 1946.
- Politički zatvorenik br. 187., br. 188, *br. 189 Ivan Vukić: Još o partizanskom zločinu u Kloštru u Kaniži kod Gospića (I.-III.)
- Politički zatvorenik br. 188 Ivan Vukić: Sudbina gospićkih kostiju (3)
- Politički zatvorenik br. 188 Ivan Vukić: Široka Kula, naš ponos i sram